# IU Indy Jaguars

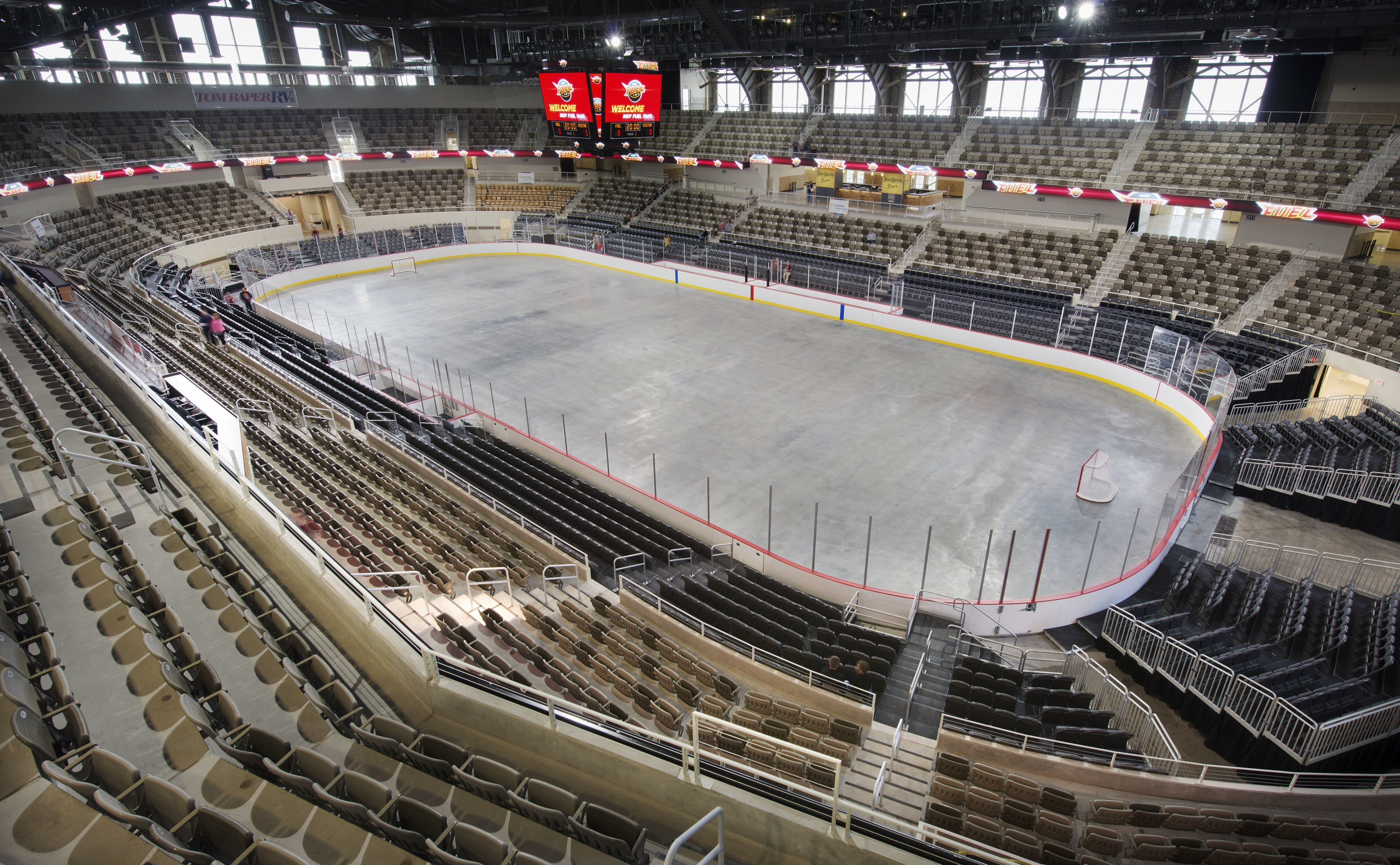
Indiana Farmers Coliseum

IU Indy Jaguars (en español: "Jaguares de la Universidad de Indiana Indianápolis") es la denominación de los equipos deportivos de la Universidad de Indiana Indianápolis, campus universitario de la Universidad de Indiana ubicado en Indianápolis, Indiana. Los Jaguars participan en las competiciones universitarias organizadas por la NCAA, y forman parte de la Horizon League.
Antes de julio de 2024, los equipos eran conocidos como IUPUI Jaguars y representaban a la Universidad de Indiana-Universidad Purdue Indianápolis. En ese momento, los sistemas de la Universidad de Indiana y la Universidad Purdue disolvieron la IUPUI, reemplazándola con universidades separadas afiliadas a cada sistema. IU Indy se hizo cargo del programa deportivo de la IUPUI porque la gran mayoría de los programas académicos anteriores de la IUPUI fueron transferidos a esa universidad.

## Apodo y mascota
Durante muchos años, el apodo de la universidad fue el de Metros, pero en 1998, coincidiendo con el acceso de la institución a la División I de la NCAA, cambiaron el mismo por el de Jaguars, mediante una votación en la cual fueron descartadas otras opciones como City Cats, River Hawks, Indy Wolves, Indy Cats, City Hawks, Metro Hawks, Metro Cats, Indy Hawks o Circle Cats. Se eligió el jaguar porque representa el espíritu de IUPUI: es potente, rápido y seguro. La mascota se llama Jinx, al cual acompaña desde 2006 Jawz, siendo en este momento dos las mascotas oficiales del centro.

## Programa deportivo
Los Jaguars compiten en 6 deportes masculinos y en 8 femeninos:
| Masculino: - Baloncesto - Campo a través - Fútbol - Golf - Natación - Tenis | Femenino: - Baloncesto - Campo a través - Fútbol - Tenis - Natación - Sófbol - Voleibol - Golf |

### Baloncesto
El equipo de baloncesto masculino de los Jaguars ha accedido en una única ocasión al Torneo de la NCAA, en el año 2003, en el cual ganaron su único torneo de The Summit League, cayendo ante la Universidad de Kentucky en primera ronda. Sólo un jugador de IUPUI ha llegado a jugar en la NBA, el actual base de los Indiana Pacers George Hill.

## Instalaciones deportivas
- IU Indy Gymnasium, también conocido como The Jungle, es el pabellón donde disputan sus partidos los equipos femeninos de baloncesto y voleibol. Tiene una capacidad para 1.215 espectadores y fue inaugurado en 1982.[6]
- Kuntz Memorial Soccer Stadium es el estadio donde disputan sus encuentros los equipos de fútbol. Fue inaugurado en 1987 y tiene una capacidad para 5.257 espectadores.[7]
- IU Indy Softball Complex es el estadio donde se disputa el softball. Fue inaugurado en 1987 y tiene una capacidad para 500 espectadores sentados, aunque puede albergar hasta 2.000.[8]